# Cúp Puskás 2015
Cúp Puskás 2015 là mùa giải thứ tám của Cúp Puskás và diễn ra từ 3 đến 6 tháng Tư tại Felcsút, Hungary. La Fábrica là đương kim vô địch. Một đội bóng mới, Feyenoord Academy, được mời tham dự bởi ban tổ chức.
Ngày 26 tháng 3 năm 2015, lễ bốc thăm diễn ra ở Felcsút, Hungary. Trong lễ bốc thăm, cũng có sự xuất hiện của cựu cầu thủ Feyenoord và Bayern Munich Roy Makaay.

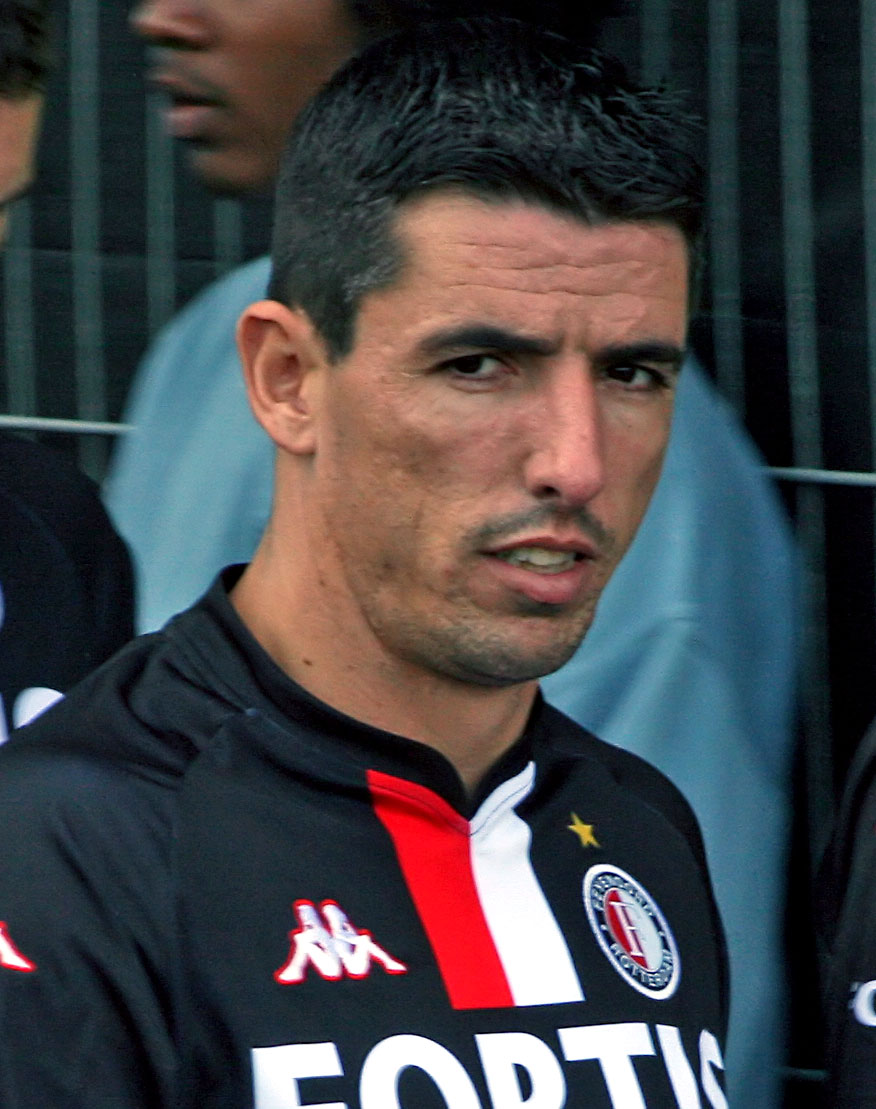
Cựu cầu thủ Feyenoord, Roy Makaay bốc thăm đội bóng tại Cúp Puskás 2015 ở Felcsút, Hungary

Cúp Puskás 2015 với chức vô địch thuộc về Budapest Honvéd khi đánh bại đội vô địch 3 lần La Fábrica trong trận chung kết ngày 6 tháng 4 năm 2015 trên sân Pancho Arena ở Felcsút. Hagi Academy về thứ 3 khi đánh bại Feyenoord Academy. Đội chủ nhà, Puskás Akadémia về thứ 5 sau khi đánh bại Panathinaikos 2-1.

## Đội bóng tham gia
- Budapest Honvéd (đội cũ của Ferenc Puskás)
- La Fábrica (đội cũ của Ferenc Puskás)
- Feyenoord Academy (được mời)
- Hagi Academy (được mời)
- Panathinaikos (đội cũ của Ferenc Puskás)
- Puskás Akadémia (chủ nhà)

## Địa điểm
| Felcsút                                       |
| --------------------------------------------- |
|                                               |
| Pancho Arena                                  |
| 47°27′50″B 18°35′12″Đ / 47,46389°B 18,58667°Đ |
| Sức chứa: 3.500                               |

## Đội hình

### Budapest Honvéd
Huấn luyện viên: Tibor Farkas
Ghi chú: Quốc kỳ chỉ đội tuyển quốc gia được xác định rõ trong điều lệ tư cách FIFA. Các cầu thủ có thể giữ hơn một quốc tịch ngoài FIFA.
| Số | VT | Quốc gia | Cầu thủ              |
| -- | -- | -------- | -------------------- |
| —  | TM | Hungary  | Attila Berla         |
| —  | TM | Hungary  | Dániel Vajda         |
| —  | HV | Hungary  | Szilárd Bence        |
| —  | HV | Hungary  | Botond Erdélyi       |
| —  | HV | Hungary  | Bálint Falusy        |
| —  | HV | Hungary  | Bence Gergényi       |
| —  | HV | Hungary  | Ákos Király          |
| —  | HV | Hungary  | Barna Nemes          |
| —  | HV | Hungary  | Dániel Váczi         |
| —  | TV | Hungary  | János Bodrogi        |
| —  | TV | Hungary  | Tamás Károly Hegedűs |
| —  | TV | Hungary  | Dávid Soós           |
| —  | TĐ | Hungary  | Ákos Bíró            |
| —  | TĐ | Hungary  | Kristóf Herjeczki    |
| —  | TĐ | Hungary  | Nikolasz Kovács      |
| —  | TĐ | Hungary  | Roland Vajda         |

### La Fábrica
Huấn luyện viên: Tristán David Celador
Ghi chú: Quốc kỳ chỉ đội tuyển quốc gia được xác định rõ trong điều lệ tư cách FIFA. Các cầu thủ có thể giữ hơn một quốc tịch ngoài FIFA.
| Số | VT | Quốc gia    | Cầu thủ       |
| -- | -- | ----------- | ------------- |
| —  | TM | Tây Ban Nha | Javier Belman |
| —  | TM | Tây Ban Nha | Brian         |
| —  | HV | Tây Ban Nha | Cedenilla     |
| —  | HV | Tây Ban Nha | Cobo          |
| —  | HV | Tây Ban Nha | Achraf        |
| —  | HV | Tây Ban Nha | Javier        |
| —  | HV | Tây Ban Nha | Álex Martín   |
| —  | HV | Tây Ban Nha | Soti          |
| —  | TV | Tây Ban Nha | Nebai         |
| —  | TV | Tây Ban Nha | Gori          |
| —  | TV | Tây Ban Nha | Maldonado     |
| —  | TV | Tây Ban Nha | Álvaro Martín |
| —  | TV | Tây Ban Nha | Christian     |
| —  | TV | Tây Ban Nha | Óscar         |
| —  | TĐ | Tây Ban Nha | Barea         |
| —  | TĐ | Tây Ban Nha | Hani Gómez    |
| —  | TĐ | Tây Ban Nha | Blario        |
| —  | TĐ | Tây Ban Nha | Ousama        |

### Feyenoord Academy
Huấn luyện viên: Cor Adriaanse
Ghi chú: Quốc kỳ chỉ đội tuyển quốc gia được xác định rõ trong điều lệ tư cách FIFA. Các cầu thủ có thể giữ hơn một quốc tịch ngoài FIFA.
| Số | VT | Quốc gia | Cầu thủ           |
| -- | -- | -------- | ----------------- |
| —  | TM | Hà Lan   | Justin Bijlow     |
| —  | TM | Hà Lan   | Ramón ten Hove    |
| —  | HV | Hà Lan   | Clarence Bijl     |
| —  | HV | Hà Lan   | Wesley de Sterke  |
| —  | HV | Hà Lan   | Tobias Elmensdorp |
| —  | HV | Hà Lan   | Micha Hempenius   |
| —  | HV | Hà Lan   | Mats Knoester     |
| —  | HV | Hà Lan   | Bart Sinteur      |
| —  | TV | Hà Lan   | Salih Anez        |
| —  | TV | Hà Lan   | Shurendo Janga    |
| —  | TV | Hà Lan   | Nino Roffelsen    |
| —  | TV | Hà Lan   | Steven Smulder    |
| —  | TV | Hà Lan   | Jordy Wehrmann    |
| —  | TĐ | Hà Lan   | Tahith Chong      |
| —  | TĐ | Hà Lan   | Tarik Fagrach     |
| —  | TĐ | Hà Lan   | Rashaan Fernandes |
| —  | TĐ | Hà Lan   | Nigel Robertha    |
| —  | TĐ | Hà Lan   | Ryan Tilborg      |

### Hagi Academy
Huấn luyện viên: Nicolae Rosca
Ghi chú: Quốc kỳ chỉ đội tuyển quốc gia được xác định rõ trong điều lệ tư cách FIFA. Các cầu thủ có thể giữ hơn một quốc tịch ngoài FIFA.
| Số | VT | Quốc gia | Cầu thủ             |
| -- | -- | -------- | ------------------- |
| —  | TM | România  | Cosmin Dur-Bozoanca |
| —  | TM | România  | Rares Murariu       |
| —  | HV | România  | Tudor Baluta        |
| —  | HV | Hungary  | Szilárd Bence       |
| —  | HV | România  | Tiberiu Capusa      |
| —  | HV | România  | Virgil Ghita        |
| —  | HV | Hungary  | Szabolcs Kilyen     |
| —  | HV | România  | Andrei Rusu         |
| —  | HV | România  | Andre Vladescu      |
| —  | TV | România  | Carlo Casap         |
| —  | TV | România  | Doru Dumitrescu     |
| —  | TV | România  | Mihai Ene           |
| —  | TV | România  | Ianis Hagi          |
| —  | TV | România  | Andreas Iani        |
| —  | TV | România  | Alexandru Tranca    |
| —  | TĐ | România  | Andrei Ciobanu      |
| —  | TĐ | România  | Florinel Coman      |
| —  | TĐ | România  | Mircera Manole      |
| —  | TĐ | România  | Alexandru Matan     |

### Panathinaikos
Huấn luyện viên: Henk Herder
Ghi chú: Quốc kỳ chỉ đội tuyển quốc gia được xác định rõ trong điều lệ tư cách FIFA. Các cầu thủ có thể giữ hơn một quốc tịch ngoài FIFA.
| Số | VT | Quốc gia | Cầu thủ                      |
| -- | -- | -------- | ---------------------------- |
| —  | TM | Hy Lạp   | Konstantinos Chalkidis       |
| —  | TM | Hy Lạp   | Vasileios Xenopoulos         |
| —  | HV | Hy Lạp   | Antonios Oikonomopoulos      |
| —  | HV | Hy Lạp   | Evangelos Theocharis         |
| —  | HV | Hy Lạp   | Andreas Zikos                |
| —  | TV | Hy Lạp   | Konstantinos Apostolakis     |
| —  | TV | Hy Lạp   | Ioannis Bouzoukis            |
| —  | TV | Hy Lạp   | Nikolaos Themistoklis Manios |
| —  | TV | Hy Lạp   | Theodoros Mingos             |
| —  | TV | Hy Lạp   | Emmanouil Samios             |
| —  | TV | Hy Lạp   | Konstantinos Valmas          |
| —  | TV | Hy Lạp   | Evangelos Xepapadakis        |
| —  | TĐ | Hy Lạp   | Petros Agiasiotis            |
| —  | TĐ | Hy Lạp   | Athanasios Dimitroulas       |
| —  | TĐ | Hy Lạp   | Christos Kountouriotis       |
| —  | TĐ | Hy Lạp   | Panteleimon Pispas Sotirios  |
| —  | TĐ | Hy Lạp   | Aristeidis Vrachalis         |

### Puskás Akadémia
Huấn luyện viên: Károly Varga
Ghi chú: Quốc kỳ chỉ đội tuyển quốc gia được xác định rõ trong điều lệ tư cách FIFA. Các cầu thủ có thể giữ hơn một quốc tịch ngoài FIFA.
| Số | VT | Quốc gia | Cầu thủ             |
| -- | -- | -------- | ------------------- |
| —  | TM | Hungary  | Péter Balogh        |
| —  | TM | Hungary  | Bence Gundel-Takács |
| —  | HV | Hungary  | Erik Keszi          |
| —  | HV | Hungary  | Dávid Kiss          |
| —  | HV | Hungary  | Dániel Radó         |
| —  | HV | Hungary  | Tamás Rétyi         |
| —  | HV | Hungary  | Zoltán Terplán      |
| —  | HV | Hungary  | Bence Tóth          |
| —  | TV | Hungary  | Máté Keményffy      |
| —  | TV | Hungary  | Patrik Réti         |
| —  | TV | Hungary  | Bence Szabó         |
| —  | TV | Hungary  | Keve Tóth           |
| —  | TV | Hungary  | Gábor Végh          |
| —  | TĐ | Hungary  | Zsombor Bévárdi     |
| —  | TĐ | Hungary  | György Kamarás      |
| —  | TĐ | Hungary  | Zoltán Kováts       |
| —  | TĐ | Hungary  | Szilárd Magyari     |
| —  | TĐ | Hungary  | Bence Zsigmond      |

Kết quả
Tất cả thời gian tính theo (UTC+2).

### Bảng A
| Đội bóng          | St | T | H | B | GF | BB | HS | Đ |
| ----------------- | -- | - | - | - | -- | -- | -- | - |
| La Fábrica        | 2  | 1 | 1 | 0 | 6  | 3  | +3 | 4 |
| Feyenoord Academy | 2  | 1 | 1 | 0 | 4  | 3  | +1 | 4 |
| Puskás Akadémia   | 2  | 0 | 0 | 2 | 2  | 6  | -4 | 0 |

| Puskás Akadémia | 1–2    | Feyenoord Academy |
| --------------- | ------ | ----------------- |
|                 | Report |                   |

| Puskás Akadémia | 1–4    | La Fábrica |
| --------------- | ------ | ---------- |
|                 | Report |            |

| Feyenoord Academy | 2–2    | La Fábrica |
| ----------------- | ------ | ---------- |
|                   | Report |            |

### Bảng B
| Đội bóng        | St | T | H | B | GF | BB | HS | Đ |
| --------------- | -- | - | - | - | -- | -- | -- | - |
| Budapest Honvéd | 2  | 2 | 0 | 0 | 3  | 1  | +2 | 6 |
| Hagi Academy    | 2  | 1 | 0 | 1 | 4  | 3  | +1 | 3 |
| Panathinaikos   | 2  | 0 | 0 | 2 | 1  | 4  | -3 | 0 |

| Budapest Honvéd | 2–1    | Hagi Academy |
| --------------- | ------ | ------------ |
|                 | Report |              |

| Budapest Honvéd | 1–0    | Panathinaikos |
| --------------- | ------ | ------------- |
|                 | Report |               |

| Hagi Academy | 3–1    | Panathinaikos |
| ------------ | ------ | ------------- |
|              | Report |               |

### Tranh hạng 5
| Puskás Akadémia | 2–1    | Panathinaikos |
| --------------- | ------ | ------------- |
|                 | Report |               |

### Tranh hạng 3
| Feyenoord Academy | 0–1    | Hagi Academy |
| ----------------- | ------ | ------------ |
|                   | Report |              |

### Chung kết
| La Fábrica | 2–2 (p 1-3) | Budapest Honvéd |
| ---------- | ----------- | --------------- |
|            | Report      |                 |

## Thống kê

### Cầu thủ ghi bàn
4 bàn
- Gómez Alcón (La Fábrica)

2 bàn
- Florinel Coman (Hagi Academy)
- Bence Zsigmond (Puskás Akadémia)
- Bálint Tömösvári (Budapest Honvéd)
- Roland Vajda (Budapest Honvéd)

1 bàn
- Dániel Váczi (Budapest Honvéd)
- Álvaro Martín Alcántara (La Fábrica)
- Llario Mascardó (La Fábrica)
- Nebai Hernández Cruz (La Fábrica)
- Oscar Rodriguez Arnaiz (La Fábrica)
- Robertha Nigel (Feyenoord Academy)
- Tarik Fagrach (Feyenoord Academy)
- Dylan Vente (Feyenoord Academy)
- Casap Carlo (Hagi Academy)
- Andrei Ciobanu (Hagi Academy)
- Andre Vladescu (Hagi Academy)
- Konstantinos Valmas (Panathinaikos)
- Panteleimon Pispas Sotirios (Panathinaikos)
- Gábor Végh (Puskás Akadémia)
- Szilárd Magyari (Puskás Akadémia)